# 红头穗鹛
红头穗鹛（学名：Cyanoderma ruficeps），又名紅頭穗鶥，是画眉科的一种。其分佈範圍從東喜馬拉雅山脈至北泰國、寮國、東中國至越南和台灣。它棲息於密生灌木或竹林的溫帶森林中，在IUCN紅色名錄上被列為無危物種。

## 分類
Stachyris ruficeps 是愛德華·布萊思於1847年提出的學名，用於描述一種具有鐵銹色頭頂和白色喉部的橄欖色畫眉，該標本採集於大吉嶺。 後來它被劃分至偽穗鶥屬（Stachyridopsis）。

## 亚种
- 红头穗鹛滇西亚种（学名：Cyanoderma ruficeps bhamoense）。分布于缅甸東北部以及中国大陆的云南等地。该物种的模式产地在缅甸八莫。[5]
- 红头穗鹛普通亚种（学名：Cyanoderma ruficeps davidi）。分布于越南北部、老挝西北部以及中国大陆的陕西、四川、云南、贵州、湖北、湖南湖南、安徽、江西、广东、浙江、福建等地。该物种的模式产地在四川。[6]
- 红头穗鹛海南亚种（学名：Cyanoderma ruficeps goodsoni），是中国的特有亞种。僅分布于海南。该物种的模式产地在海南岛。[7]
- 山紅頭台灣亞種（学名：Cyanoderma ruficeps praecognitum），台灣特有亞種。該物種的模式產地位於現今淡水河下游附近的山區[8] 。

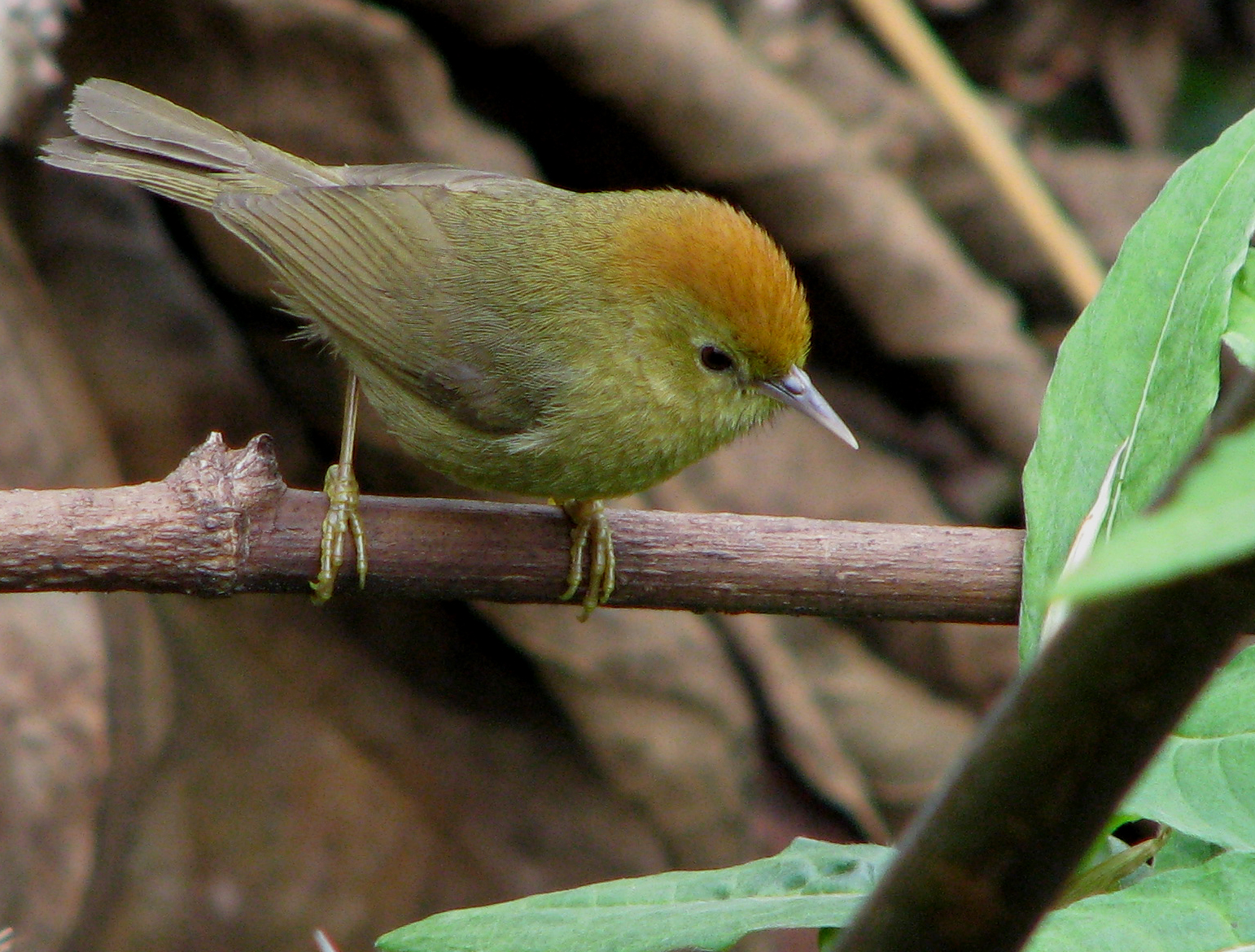
攝於 Eaglenest 動物保護區, 印度

## 描述
此鳥呈淺橄欖色，頭頂與頸背鮮棕紅色，體長12 cm（4.7英寸），體重7—12 g（0.25—0.42 oz）。红头穗鹛的平均体重约为11.1克。

## 分布與棲地
分布于香港、不丹、老挝、中国大陆、越南、印度、缅甸、台湾和尼泊尔。全球活动范围约为2,210,000平方千米。该物种的保护状况被评为无危。
栖息地包括温带森林、亚热带或热带的湿润低地林和亚热带或热带的湿润山地林。该物种的模式产地在印度大吉岭。

## 外部連結
- 紅頭穗鶥普通亞種(Stachyris ruficeps (davidi))鳴聲 （页面存档备份，存于）香港觀鳥會鳥鳴集